# August Hanning
August Hanning (født 16. februar 1946 i Nordwalde nordvest for Münster) er en tysk jurist, partiløs politiker og statssekretær (omtrent svarende til departementschef) i Indenrigsministeriet, der tidligere var leder af BND (Bundesnachrichtendienst, tysk efterretningstjeneste) og blev afløst 1. september 2005 af Ernst Uhrlau, hvorefter han blev udnævnt til statssekretær.